# Dipartimento di Fada
Il dipartimento di Fada è un dipartimento del Ciad facente parte della provincia di Ennedi Ovest. Ha come capoluogo la città di Fada.

## Comuni
Il dipartimento comprende i seguenti comuni:
- Fada
- Oyi
- Tébi
- Archi
- Nohi